# سرگودها
سرگودها (به اردو: سرگودھا) (به انگلیسی: Sargodha)، مرکز ضلع (بخش) سرگودها، شهری در ایالت پنجاب در شمال غرب پاکستان، با بیش از یک میلیون جمعیت دوازدهمین شهر بزرگ پاکستان و به عنوان بهترین تولیدکننده مرکبات پاکستان است. این شهر دارای جمعیت شیعه‌نشین نیز می‌باشد.